# Линдстрём, Мерете
Мерете Линдстрём (норв. Merethe Lindstrøm) (родилась 26 мая 1963) — норвежская писательница. Литературный дебют Линдстрём произошел в 1983 году с публикации сборника рассказов под названием Sexorcisten OG andre fortellinger. С тех пор она является автором нескольких сборников рассказов, романов и книг для детей.

## Произведения
- Sexorcisten og andre fortellinger — сборник рассказов (1983)
- Borte, men savnet — сборник рассказов (1986)
- Kannibal-leken — сборник рассказов (1990)
- Regnbarnas rike — роман (1992)
- Svømme under vann — сборник рассказов (1994)
- Steinsamlere — роман (1996)
- Stedfortrederen — роман (1997)
- Mille og den magiske kringlen — книга для детей (в соавторстве с Gro Hege Bergan) (1997)
- Jeg kjenner Dette Huset — сборник рассказов (1999)
- Natthjem — роман (2002)
- Ingenting OM mørket — роман (2003)
- Barnejegeren — роман (2005)
- Gjestene — сборник рассказов (2007)
- Несколько дней из истории тишины/ Dager i stillhetens historie — роман (2011, Литературная премия Северного Совета, 2012)
- Arkitekt - книга рассказов (2013)